# Albert Schläpfer (Politiker, 1877)
Albert Schläpfer (* 23. Mai 1877 in Herisau; † 31. März 1955 in St. Gallen; heimatberechtigt in Rehetobel) war ein Schweizer Buchdrucker, Verleger und Politiker aus dem Kanton Appenzell Ausserrhoden.

## Leben
Albert Schläpfer war ein Sohn von Johannes Peter Schläpfer, Buchdrucker, und Anna Louise Baumann. Er war ein Enkel von Michael Schläpfer. Im Jahr 1902 heiratete er Dora Maria Schäfer, Tochter von Otto Schäfer, Architekt und Baumeister. Er besuchte die Kantonsschule St. Gallen. Anschliessend absolvierte er eine Buchdruckerlehre in München. Schläpfer erwarb 1900 die Buchdruckerei sowie den Verlag von Der Oberthurgauer in Arbon und zeichnete als Herausgeber und Redaktor dieser Zeitung. 1915 übernahm er Druckerei und Verlag seines Onkels Fritz Schläpfer in Herisau. Er gab die Appenzeller Zeitung heraus, ohne aber weiterhin redaktionell tätig zu sein. Schläpfer baute einen Redaktorenstab auf, der eine streng freisinnige Richtung verfolgte. Von 1918 bis 1923 sass er im Gemeinderat von Herisau. Ab 1925 bis 1939 amtierte er als Kirchenvorsteher sowie von 1936 bis 1939 als Präsident der Synode. Von 1934 bis 1948 war er Vorstandsmitglied des Schweizerischen Buchdruckervereins sowie des sankt-gallisch-appenzellischen Zeitungsverlegerverbands. Er sass im Verwaltungsrat der Appenzeller Bahn.